# 인천만수북초등학교
인천만수북초등학교(仁川萬壽北初等學校)는 대한민국 인천광역시 남동구에 위치한 초등학교로 1983년에 개교하였다.

## 학교 연혁
- 1983년 3월 1일: 인천만수북국민학교 개교(14학급)
- 1995년 3월 1일: 인천만수북초등학교로 변경

## 참고 자료
- 인천만수북초등학교 - 한국교육학술정보원 학교알리미